# Inverness (Mississippi)
Inverness è una città (town) degli Stati Uniti d'America, situata nella contea di Sunflower, nello Stato del Mississippi.